# Lieneke Schol
Lieneke María Schol Calle (Lima, 31 de diciembre de 1965) es una ingeniera industrial peruana de ascendencia neerlandesa-aymara, dedicada al sector de tecnología de la información. Ejerció el cargo de ministra de la Producción del Perú por casi tres meses hasta la renuncia del mandatario Pedro Pablo Kuczynski obligando a todo el gabinete a dimitir.

## Biografía
Nacida en Lima en 1965, es hija del holandés Willem Schol y la peruana Esther Calle, de origen aymara. Realizó sus estudios en el Colegio Alexander von Humboldt de Lima y en la Universidad de Lima, donde obtuvo el grado de bachiller en Ingeniería Industrial (1989). Posteriormente, hizo estudios de posgrado en la Escuela de Negocios de la Universidad Adolfo Ibáñez de Chile, donde realizó una maestría (2014).
Está casada con el empresario Renzo Ratto Ferreccio (actual administrador del Club Alianza Lima), con quien tiene tres hijos. 

### Sector privado
En 1989, ingresó a IBM Perú como analista en el área de finanzas y, tras desempeñar puestos en el área de marketing, fue sucesivamente promovida a representante de ventas senior y asesora en temas de tecnología de la información para los bancos y aseguradoras nacionales en 1996 y a software manager de la compañía para Perú y Bolivia en 1999. 
En 2001, pasó a Microsoft Perú como gerente de Cuentas Corporativas y luego como country manager desde 2004 hasta 2006. Este último año, fue nombrada directora de Cuentas de Microsoft Región Andina para Perú, Ecuador, Colombia y Venezuela, y en 2009 directora del área de sector público para Centroamérica, el Caribe y los países andinos. En el 2009, pasó a ocupar la dirección de Marketing y Negocios de la compañía y, al año siguiente, la dirección comercial, departamento en el que permaneció hasta 2016.

### Sector público
En noviembre de 2016, ingresó al Banco Interamericano de Desarrollo como consultora para desarrollar proyectos de gobierno electrónico en Perú junto a la Presidencia del Consejo de Ministros y la Oficina Nacional de Gobierno Electrónico del Perú (ONGEI). Al año siguiente, el Gobierno la nombró jefa de esta última entidad, ocupando el mismo puesto cuando pasó a convertirse en la Secretaria de Gobierno Digital de la Presidencia del Consejo de Ministros.
El 9 de enero de 2018, al producirse la reestructuración del Consejo de Ministros, fue nombrada como Ministra de la Producción del Perú en reemplazo de Pedro Olaechea.